# Father Ted
Father Ted è una sitcom irlandese prodotta dalla Hat Trick Productions per Channel 4 e scritta da Arthur Mathews e Graham Linehan. La serie, composta da 25 episodi suddivisi in tre stagioni andate in onda dal 21 aprile 1995 al 1º maggio 1998, è incentrata sulla vita di tre preti cattolici interpretati da Dermot Morgan, Ardal O'Hanlon e Frank Kelly, assistiti da una governante impersonata da Pauline McLynn.
Uno degli attori protagonisti, Dermot Morgan, morì inaspettatamente per un infarto il 28 febbraio 1998, all'età di 45 anni, un giorno dopo aver girato l'ultimo episodio della serie.

## Trama
La serie narra le vicende di tre preti cattolici, Padre Ted Crilly e i suoi confratelli Padre Dougal McGuire e Padre Jack Hackett, il primo, giovane, ingenuo e poco intelligente, l'ultimo un anziano alcolizzato perennemente addormentato che si limita a svegliarsi raramente solo per urlare "drink, feck, arse, girls" (drink, cacchio, culo, ragazze). I tre vivono insieme nella casa parrocchiale di Craggy Island, un'isola fittizia al largo della costa occidentale dell'Irlanda, nelle Isole Aran. Con loro vive anche la governante Mrs. Doyle, la quale non fa altro che continuare a preparare tè ed offrirlo con insistenza. I tre sono stati trasferiti sull'isola su indicazione del Vescovo Leonard "Len" Brennan, per punizione a seguito di alcune disavventure presenti nel loro passato: Ted è stato accusato di irregolarità finanziarie (a quanto pare a causa di denaro "in giacenza" sul suo conto e di un bambino cui era stata impedita la visita a Lourdes in modo che Ted potesse andare a Las Vegas), Dougal a causa del cosiddetto Episodio di Blackrock (in cui in un traghetto, le vite di cento suore furono "irrimediabilmente danneggiate"), mentre Jack ha avuto problemi con l'alcol e fece la corte a delle donne, particolarmente per una non specificata vicenda accaduta durante un matrimonio ad Athlone. Oltre ad occuparsi delle vicende della comunità locale, sono costretti anche a fare i conti con il loro arcinemico Padre Dick Byrne della vicina parrocchia di Rugged Island.

## Personaggi e interpreti
- Padre Ted Crilly, interpretato da Dermot Morgan
- Padre Dougal McGuire, interpretato da Ardal O'Hanlon
- Padre Jack Hackett, interpretato da Frank Kelly
- Signora Doyle, interpretata da Pauline McLynn
- Vescovo Len Brennan, interpretato da Jim Norton
- Padre Dick Byrne, interpretato da Maurice O'Donoghue
- Padre Noel Furlong, interpretato da Graham Norton

## Episodi
| Stagione         | Episodi         | Prima TV originale | Prima TV Italia |
| ---------------- | --------------- | ------------------ | --------------- |
| Prima stagione   | 6               | 1995               |                 |
| Seconda stagione | 10 + 1 speciale | 1996               |                 |
| Terza stagione   | 8               | 1998               |                 |